# Kumba (geslacht)
Kumba is een geslacht van straalvinnige vissen uit de familie van rattenstaarten (Macrouridae).

## Onderliggende soorten
- Kumba calvifrons Iwamoto & Sazonov, 1994
- Kumba dentoni Marshall, 1973
- Kumba gymnorhynchus Iwamoto & Sazonov, 1994
- Kumba hebetata (Gilbert, 1905)
- Kumba japonica (Matsubara, 1943)
- Kumba maculisquama (Trunov, 1981)
- Kumba musorstom Merrett & Iwamoto, 2000
- Kumba punctulata Iwamoto & Sazonov, 1994